# Chromadorina pacifica
Chromadorina pacifica är en rundmaskart som först beskrevs av Allgen 1947.  Chromadorina pacifica ingår i släktet Chromadorina och familjen Chromadoridae. Inga underarter finns listade i Catalogue of Life.